# Romberg (Familienname)
Romberg ist der Familienname folgender Personen: 
- Andreas Romberg (1767–1821), deutscher Komponist und Violinist
- Barry Romberg (* 1959), kanadischer Jazz-Schlagzeuger und Bandleader
- Bernhard Romberg (Cellist) (1767–1841), deutscher Cellist und Komponist
- Bernhard Romberg (Organist) (1863–1913), deutscher Organist und Komponist
- Bernhard Anton Romberg (1742–1814), deutscher Fagottist
- Carl Heinrich Romberg (1810–1868), deutscher evangelisch-lutherischer Geistlicher und Redakteur
- Caspar von Romberg (1575–1641), westfälischer Adliger aus der Familie vom Romberg
- Caspar Adolf von Romberg (1721–1795), deutscher Adliger, Unternehmer im Steinkohlenbergbau
- Conrad Philipp von Romberg (1620–1703), deutscher Adeliger und Beamter
- Cyprian Romberg (1807–1865), deutscher Cellist
- Eleonore Romberg (1923–2004), deutsche Politikerin (Bündnis 90/Die Grünen), Soziologin und Aktivistin der Frauen- und Friedensbewegung
- Erika Romberg (* 1957), deutsche Politikerin (GAL, AL, Bündnis 90/Die Grünen; MdHB)
- Ernst von Romberg (1865–1933), deutscher Internist
- Friederike Romberg (* 1985), deutsche Beachvolleyball- und Volleyballspielerin
- Friedrich von Romberg (1729–1819), deutscher Transportunternehmer, Bankier und Reeder
- Friedrich Romberg (Ingenieur, 1846) (1846–1919), deutscher Ingenieur und Baugewerkschullehrer
- Friedrich Romberg (Ingenieur, 1871) (1871–1956), deutscher Schiffsmaschinenbauer und Hochschullehrer
- Friedrich Gisbert Wilhelm von Romberg (1729–1809), deutscher Generalleutnant
- Gerhard Heinrich Romberg (1745–1819), deutscher Klarinettist und Dirigent
- Gisbert von Romberg I. (1773–1859), deutscher Adliger, Bergbauunternehmer und Politiker
- Gisbert von Romberg II. (1839–1897), deutscher Adliger und Offizier, historische Vorlage für den Roman Der tolle Bomberg
- Gisbert von Romberg (Diplomat) (1866–1939), Gesandter in Bern
- Hans-Wolfgang Romberg (1911–1981), deutscher Luftfahrtmediziner
- Heinrich Romberg (1802–1859), deutscher Dirigent
- Heinrich Wilhelm Ludwig Romberg (1833–1906), deutscher Nautiker
- Hermann Romberg (Astronom) (1836–1898), deutscher Astronom
- Hermann Romberg (Schauspieler) (1882–1929), deutscher Schauspieler
- Johann Andreas Romberg (1806–1868), deutscher Architekt, Autor und Verleger
- Johann Friedrich Wilhelm Moritz von Romberg (1724–1792), preußischer Generalleutnant, Kommandant der Zitadelle Wesel
- Johann Wilhelm Romberg (1673–nach 1703), deutscher Mediziner
- Johanna Romberg (* 1958), deutsche Journalistin
- Johannes Romberg (1808–1891), deutschamerikanischer Farmer und Dichter
- Klemens von Romberg (1803–1869), deutscher Rittergutsbesitzer und Politiker
- Martin Romberg (1857–1943), deutscher evangelisch-lutherischer Geistlicher
- Maurice Romberg (1861–1943), belgisch-französischer Genremaler der Düsseldorfer Schule
- Max von Romberg (1824–1904), Fideikommissherr und Reichstagsabgeordneter
- Moritz Heinrich Romberg (1795–1873), deutscher Mediziner
- Peter Romberg (* 1966), deutscher Eishockeyspieler
- Sigmund Romberg (1887–1951), US-amerikanischer Operettenkomponist
- Stefan Romberg (* 1969), deutscher Politiker (FDP)
- Walter Romberg (Maler) (1898–1973), deutscher Maler
- Walter Romberg (Politiker) (1928–2014), deutscher Politiker (SPD)
- Walter Rother-Romberg (1906–1950), deutscher Parteifunktionär (SPD)
- Werner Romberg (1909–2003), deutscher Mathematiker
- Wilhelm von Romberg (1839–1917), preußischer Generalleutnant
- Wolfgang Romberg, siehe Hans-Wolfgang Romberg